# Swinethorpe
Swinethorpe är en by i civil parish Eagle and Swinethorpe, i distriktet North Kesteven, i grevskapet Lincolnshire, i England. Byn är belägen 11 km från Lincoln. Swinethorpe var en civil parish 1858–1931 när blev den en del av Eagle and Swinethorpe. Civil parish hade 44 invånare år 1921.